# Bill Drews
Pour les articles homonymes, voir Drews.
Wilhelm Arnold Drews (né le 11 février 1870 à Berlin et mort le 17 février 1938 dans la même ville), appelé Bill Drews, est un juriste allemand.

## Biographie
Bill Drews étudie le droit à l'Université de Göttingen, où il rejoint le Corps Bremensia. En 1892, il obtient son doctorat à Göttingen avec la thèse Die Banknote und ihre Stellung zum Gelde. Jusqu'en 1896, il est avocat stagiaire à la Cour supérieure. En 1897, il est embauché comme ouvrier non qualifié au ministère prussien de l'Intérieur. Conformément aux habitudes d'une carrière de fonctionnaire ministériel, son travail au ministère de l'Intérieur est interrompu par deux affectations dans des autorités subordonnées : de 1902 à 1905, Drews est administrateur de l'arrondissement d'Oschersleben-sur-la-Bode (de) et de 1911 à 1914 président du district de Köslin. De retour au ministère de l'Intérieur en 1914 avec le rang de sous-secrétaire d'État, Drews est chargé de l'organisation de la reconstruction en Prusse-Orientale après la bataille d'hiver en Mazurie et en 1917 de la préparation d'une réforme administrative.
Le 5 août 1917, il est nommé ministre prussien de l'Intérieur. Il occupe ce poste jusqu'à la Révolution de novembre 1918. En mai 1919, le nouveau ministre de l'Intérieur, Wolfgang Heine, le nomme commissaire d'État prussien à la réforme administrative (jusqu'en 1923). En 1921, Drews est nommé président du Tribunal administratif supérieur prussien (OVG). Il enseigne également à l'Université allemande de politique. En 1927, son manuel révolutionnaire sur le droit de la police prussienne est publié. C'est un travail standard qui est poursuivi par divers éditeurs après sa mort.
En tant que président du tribunal administratif supérieur de Prusse et conseiller clé du ministère de l'Intérieur, Bill Drews exerce une influence durable sur la politique de réforme de la police prussienne pendant la République de Weimar. Il est considéré comme le créateur de la loi sur l'administration de la police prussienne (de) de 1931, qui est devenue aujourd'hui le modèle de toutes les lois sur la police.
Depuis 1927, Drews est membre de la Société du Mercredi (de).
Pendant la dictature national-socialiste, Drews reste président de l'OVG prussien jusqu'en 1937. Sous son égide, la Cour maintient l'obligation de l'administration de se conformer à la loi. Cependant, un certain nombre de décisions sont prises qui, par une interprétation extensive de la clause générale du droit de la police (de) (article 14 de la loi sur l'administration de la police prussienne), élargissent considérablement les possibilités d'intervention des autorités de sécurité. Malgré cette volonté d'adaptation, Drews est à plusieurs reprises la cible d'attaques violentes de la part d'avocats radicaux (par exemple Reinhard Höhn), qui s'oppose vivement à toute adhésion à la loi policière traditionnelle,.
Après la Seconde Guerre mondiale, les travaux de Drews de l'époque de la République de Weimar ont un effet durable sur la théorie du droit de la police en République fédérale.
Bill Drews décède quelques jours seulement après son 68e anniversaire le 17 février 1938 à Berlin. Il est enterré au cimetière de la Heerstraße à Berlin-Westend (lieu de sépulture : 16-A-20/21). La sépulture de Bill Drews est dédiée comme tombe d'honneur par l'État de Berlin de 1987 à 2009. Pendant ce temps, la tombe est détruite; La tombe de l'homme politique Hermann Scheer se trouve aujourd'hui au même endroit. La pierre tombale de Bill Drews survit, cependant, et est placée comme un mémorial sur le terrain 11a réorganisé.

## Famille
Son père, le conseiller judiciaire et notaire Carl Friedrich Drews (1818–1882), est le conseiller juridique d'Otto von Bismarck. Sa mère Louise (1831–1903) est la fille de Heinrich Kratz, propriétaire du manoir de Wintershagen près de la résidence d'été de Bismarck à Stolpmünde.

## Publications
- Die Banknote und ihre Stellung zum Gelde. Dieterich'sche Universitäts-Buchdruckerei, Göttingen 1892.
- Grundzüge einer Verwaltungsreform. Carl Heymanns Verlag, Berlin 1919.
- Preußisches Polizeirecht. Allgemeiner Teil. Leitfaden für Verwaltungsbeamte. Carl Heymanns Verlag, Berlin 1926.